# 刺客信条：英灵殿
《刺客教條：維京紀元》是由育碧蒙特婁领衔製作、育碧軟體負責銷售發行的一款動作角色扮演遊戲電子遊戲作品。本作是刺客教條系列的第二十一部作品與第十二部主系列作品，也是2018年《刺客教條：奧德賽》的續作。原定於2020年11月17日，在Microsoft Windows、Xbox One、PlayStation 4、Xbox Series X/S、PlayStation 5和Stadia平台全球發售；后提前至11月10日发售。
玩家將扮演一名維京人，無論玩家選擇的性別是男是女，都是使用艾沃爾這個名字。主角從故鄉挪威出發，踏上征服英格蘭、佔地為王的旅途。在遊戲中選擇其性別為女性的話由塞西莉·斯滕皮尔配音，選擇男性的話由Magnus Bruun配音。還能以遊戲內的自訂工具決定毛髮、刺青、身上的彩繪與裝備，讓本作的個人化風格大大提升。在遊戲平台方面，不僅繼續了和任天堂在掌機平台上的合作，它還成为新世代主机Xbox Series X/S的首发游戏之一。
遊戲中目前能探索的地圖有五個，分別是冰天雪地的挪威南部、充滿沼澤和廢墟的七國時代英格蘭、遍地鮮花草原的爱尔兰、在岩壁懸崖上的文蘭，以及北欧神话中九界的阿斯加德、約頓海姆。

## 簡介及玩法
在系統方面，以《奧德賽》的戰鬥基礎，但是刪除了大量RPG無雙玩法的設定，並且認真聽取網上玩家的意見，回歸了原汁原味的以刺客的暗殺潛行模式。與此同時，如果想維持一戰到底的風格，也保留了狂戰士和弓箭手的攻擊模式，不過本作更加傾向於刺客暗殺，因為它可以設定“一擊必殺”模式的刺客襲擊，讓奧德賽時期的戰鬥模式大大簡單化。在開篇第一次拿到第二把斧頭的時候就可以開啟「雙武器功能」，作為主角的埃沃爾不僅可自由搭配他想要的任何雙武器，使戰鬥的創意性大大增強，而且可以在单手維京戰斧、单手匕首、双手大劍、双手長柄斧、长矛以及盾牌中選擇，甚至兩面盾牌都可以同時為攻擊武器使用。玩家在遊戲中主要透過維京式的「劫掠」去攻擊居住在英格蘭的盎格魯-薩克遜人的村莊、教堂和要塞，從中奪取所需的資源，增加自己的氏族領地內的馬廄、鐵匠舖、酒館、祭祀神殿等建築物，帶有養成遊戲的色彩。同時，埃沃爾也可以掌管一艘維京長船用以探索，可以在河流、沼澤、或者真正的海洋上隨意閒逛，只要有水的地方就能都通過。

## 故事內容
2020年，地磁场异常增强引发全球危机。蕾拉·哈桑（Layla Hassan）、肖恩·黑斯廷斯（Shaun Hastings）与瑞贝卡·克瑞恩（Rebecca Crane）在新英格蘭挖掘出一具维京人遗骸。這位維京人就是艾沃尔·瓦林斯多蒂尔（Eivor Varinsdottir）。蕾拉通过Animus读取了該維京人的记忆。
公元855年的挪威渡鸦氏族（Raven Clan）領地，年幼且留著短髮的艾沃尔目睹科约特维洗劫家乡并杀害双亲，后艾沃尔被渡鸦氏族儲君西格德（Sigurd）所救，但逃命過程中被狼襲擊，導致幕後操縱她的蕾拉·哈桑使用的Animus系統產生混亂，另外一個數據突然流入Animus，讓玩家也能使用男性艾沃爾進行遊戲。
被救下來的艾沃尔由西格德的父親、渡鸦氏族首領斯蒂比约恩（Styrbjorn）收養。十七年后，艾沃尔違背斯蒂比约恩的意願，私自與其他渡鸦氏族成員坐船試圖向科约特维复仇，失败後她以及其他渡鸦氏族成員以及船隻被科约特维逮住，科约特维準備把她作為奴隸賣到愛爾蘭，結果艾沃尔掙脫科约特维的人馬逃離。她又衝入科约特维的軍營拯救其他渡鸦氏族成員，結果在軍營裡面找到了亡父的战斧，在那一瞬間艾沃尔突然产生了幻覺，她認為這是神示。之後她和其他渡鸦氏族成員乘坐找回的船隻回到渡鸦氏族領地佛恩伯格（Fornburg）。她找到了先知瓦尔卡（Valka），詢問神示是怎麼回事，瓦尔卡解讀後表示日後艾沃尔會背叛西格德，但艾沃爾並不相信。艾沃爾又再次試圖說服斯蒂比约恩進攻科约特维，但斯蒂比约恩以實力不夠再度拒絕。
在外闖蕩了2年的西格德回到了佛恩伯格，他在沿途結識了來自阿拔斯帝國的巴辛姆·伊本·伊沙克（Basim Ibn Ishaq）与海什木（Hytham），而這兩位是無形者（Hidden Ones，刺客組織的前身）成員。他將這兩位無形者帶回了佛恩伯格。而同樣支持向科约特维復仇的西格德也試圖說服斯蒂比约恩，但斯蒂比约恩同樣試圖迴避復仇。而科约特维實際上是上古維序者（The Order of the Ancients）成員，兩位無形者來挪威的目的就是來消滅科约特维。
由於斯蒂比约恩不願意進攻科约特维，後來艾沃尔与西格德联合金发哈拉尔击杀科约特维。胜利后金发哈拉尔想進一步實現挪威统一，但西格德並不想讓渡鸦氏族被金髮哈拉爾征服，結果斯蒂比约恩卻選擇向金发哈拉尔臣服，西格德的首領繼承權也被廢除，這讓準備继位的西格德非常不滿。他率众远渡英格兰，建立新國家渡鸦乡（Ravensthorpe）。
艾沃尔也隨著一群維京人從挪威來到盎格魯-撒克遜人所統治的英格蘭，艾沃尔和异教徒大军一同保衛新家園、抵抗盎格魯-撒克遜諸國。艾沃尔又加入無形者，和他們一起抵抗上古維序者。她幫助古思伦的副手领主索玛（Soma）从撒克遜人-上古维序者手中夺回劍橋郡；艾沃尔還结交乌巴、无骨者伊瓦尔以及白衫哈夫丹；扶持切奧伍爾夫二世与东英吉利的奥斯瓦尔德分别成为麦西亚王國与东盎格利亚王国国王。艾沃尔还清剿了伦敦、约克与温彻斯特的上古维序者成员。
西格德与巴辛姆发现伊述（Isu）的遗物后，在巴辛姆蛊惑下西格德認為自己就是神。威塞克斯王国国王阿尔弗雷德大帝的手下、维序者成员富尔克（Fulke）认定西格德具有伊述血统，将其俘虏并施以酷刑，而且斩去了他的右臂。艾沃尔集结盟友击杀富尔克救出西格德，此时西格德也开始出现幻覺。为查明真相，艾沃尔陪同西格德重返挪威，在一座伊述神庙中发现了一個计算机系统。
西格德随后将渡鸦氏族领导权让給艾沃尔，而艾沃尔则重返英格兰故土。此后艾沃尔率部加入古思伦大军，在奇彭纳姆战役中击败阿尔弗雷德军队。当艾沃尔追至阿尔弗雷德面前时，阿尔弗雷德袒露了自己實際上是上古维序者首领。艾沃尔最终饶恕其性命，並且率軍回到渡鸦乡接受万众欢呼。

### 围攻巴黎
885年，來自法兰克的维京海盗托卡·辛瑞多蒂尔（Toka Sinricsdottir）來到英格蘭招募維京人洗劫巴黎，艾沃爾同意一同去洗劫巴黎。艾沃爾來到默伦後，遇见了托卡的叔叔兼领主西格弗里德（Sigfred），他的兄长辛瑞克（Sinric，托卡的父亲）被法兰克人殺死，西格弗里德打算向法兰克人复仇。在击退了法兰克主教恩格尔温（Engelwin，辛克里克之死的罪魁祸首）的进攻后，艾沃爾在巴黎找到恩格尔温並殺死了他，发现他隶属一个名为上帝斗者（Bellatores Dei）的秘密而狂热的教派。之后为了避免战争蔓延至英格蘭，艾沃爾寻求觐见胖子查理，查理同意接見他，条件是要讓他失踪的妻子莉夏迪斯回到他身邊。艾沃爾发现她被另一位上帝斗者成員囚禁。艾沃爾杀死了上帝斗者成員，然后救出了莉夏迪斯。两人随后前往利雪，在那里艾沃爾遇见了胖子查理的私生子伯纳德。艾沃爾意识到胖子查理实际上是在寻找伯纳德，而莉夏迪斯是在保护伯纳德，以防止伯纳德被父亲帶壞。
艾沃爾又回到了西格弗里德身边，而此时维京军队正准备围攻巴黎。艾沃爾仍然希望和平解决此事，于是找到了巴黎的守軍負責人厄德，但厄德表示他會與維京人對抗到底。巴黎圍城戰爆發後，艾沃爾在目睹西格弗雷德的杀戮后開始变得沮丧，并潜入厄德的住所迫使他投降。西格弗里德同意只要法兰克人繳納贖金他就结束围攻。后来厄德联系上了艾沃爾，请她找到失踪的莉夏迪斯和伯纳德。艾沃爾将莉夏迪斯从越来越疯狂的胖子查理手中救了出来，然后在与胖子查理对峙時杀死了他，之後艾沃尔又回到了英格兰。

### 末日曙光
艾沃爾做夢後可以觸發末日曙光劇情，艾沃爾在夢中將化身奥丁。
奥丁和弗丽嘉的儿子巴德爾被穆斯貝爾海姆的史爾特爾绑架后，二人前往斯瓦塔尔法海姆營救。奥丁与史爾特爾战斗但被击败，弗丽嘉被史爾特爾的妻子辛瑪拉杀死。奥丁后来被矮人所救。为了找到打败史爾特爾的方法，奥丁从史爾特爾的儿子手中救出了矮人领袖，并在战斗中杀死了史爾特爾的儿子。奥丁后来又与史爾特爾的女儿战斗，希望通過俘虜她来换回巴德尔。虽然史爾特爾的女儿逃脱了，但奥丁得知了史爾特爾正在寻找的一件名为萨拉卡（Salakar）的物品。奥丁抢在史爾特爾之前奪走萨拉卡。之後史爾特爾的女儿又向奧丁投降。
辛玛拉同意用萨拉卡來交换巴德尔。然而在交换时，巴德尔被奥丁发现只是乔装的約頓巨人。奥丁於是追击辛玛拉，发现真正的巴德尔已死。辛玛拉因史爾特爾的女儿的背叛而將其杀死，随后辛玛拉又被奥丁杀死。奥丁随后追击史爾特爾，并用萨拉卡击败了他，成功为儿子报仇。他之後遇到了希爾羅金，希爾羅金警告他，史爾特爾的死已经引发了诸神黄昏。

## 發行
遊戲最初在2020年4月29日進行直播繪圖，逐步公佈是次遊戲的主題與背景，育碧其後揭曉以北歐地區的維京為主題，最後更改標題正式公佈了本作命名為「刺客教條：維京紀元」。一天後在2020年4月30日正式亮相，並公開「刺客教條：維京紀元」的遊戲相關影片。。
遊戲原定在2020年11月17日發售，其後提早發售日並與新世代主機Xbox Series X/S在2020年11月10日同步發售。成為Xbox Series X/S的首發遊戲之一。亦同時於Microsoft Windows、PlayStation 4、Xbox One發售在2020年11月10日發售，另外PlayStation 5則於稍後的2020年11月12日跟隨發售。
在2020年11月10日發售前的幾天，育碧官方公告了一項關於亞洲版的消息，表示PS4及PS5的亞洲版本將會針對遊戲內容有所限制調整。當中包括減少傷口顯示的部位細節、針對部分血腥殘暴調整、針對受到斬首的角色會以面具取代調整、針對穿著上空的女性以布料遮蓋調整，以上相關調整事項。同日在11月10日發售其他的XONE、XSX/S及PC任何版本則不受影響。 由於受到大量玩家抨擊，育碧後來宣布香港、臺灣、韓國等亞洲版將計畫推出更新檔，讓玩家自行開啟或關閉刪減內容。

## 評價
| 汇总媒体   | 得分                                                |
| ---------- | --------------------------------------------------- |
| Metacritic | (PC) 83/100 (XSX) 84/100 (XONE) 82/100 (PS4) 80/100 |

| 媒体            | 得分   |
| --------------- | ------ |
| Game Revolution | [ 15 ] |
| GamesRadar+     | [ 16 ] |
| GameSpot        | 8/10   |
| IGN             | 8/10   |

本作為系列首次於第九世代遊戲機上發布，Metacritic統整各家媒體評測後普遍為正面評價。

## 衍生作品

### 漫畫
刺客教條: 英靈殿(漫畫)

### 小說
刺客教條維京紀元：蓋爾蒙傳奇

## 外部連結
- 官方网站
- 互联网电影数据库（IMDb）上《刺客信条：英灵殿》的资料（英文）